# لیو تیندمانس
لیو تیندمانس (انگلیسی: Leo Tindemans؛ ۱۶ آوریل ۱۹۲۲ – ۲۶ دسامبر ۲۰۱۴) یک سیاست‌مدار اهل بلژیک بود. لیو تیندمانس در ۲۶ دسامبر ۲۰۱۴، در سن ۹۲ سالگی درگذشت.